# Livij
Članek opisuje moško ime. Za rimskega zgodovinarja glej Tit Livij.
Livij je moško osebno ime.

## Izvor imena
Ime Livij je moška različica ženskega osebnega imena Livija.

## Pogostost imena
Po podatkih Statističnega urada Republike Slovenije je bilo na dan 31. decembra 2007 v Sloveniji število moških oseb z imenom Livij 5.

## Osebni praznik
V koledarju je ime Livij skupaj z imenom Livija; god praznuje 5. marca.